# Häbberstjärnen (Jokkmokks socken, Lappland, 736560-170046)
Häbberstjärnen är en sjö i Jokkmokks kommun i Lappland och ingår i Luleälvens huvudavrinningsområde. Sjön har en area på 0,0515 kvadratkilometer och ligger 308,6 meter över havet.